# Região de Planejamento dos Timbiras
A Região de Planejamento dos Timbiras é uma das 32 regiões administrativas do estado do Maranhão, no Brasil. 
Localiza-se na região leste do Estado e tem Caxias como município-sede. Recebe esse nove devido a etnia indígena timbira que, nos primórdios, habitaram a região.

## Formação
A Região é formada por cinco municípios:
- Aldeias Altas
- Caxias
- Coelho Neto
- Duque Bacelar
- São João do Soter